# 辻本茂輝
辻本茂輝（1979年6月23日—），前日本職業足球員，日本20歲以下足球代表隊成員。

## 俱乐部生涯
1998年，辻本茂輝在橫濱飛翼开始足球生涯。1999年转会至京都不死鳥，2006年转会至德島漩渦，2007年转会至佐川印刷，2009年转会至FC大阪。2009年，引退。

## 日本國家足球隊
辻本茂輝参加了1999年世界青年錦標賽。

## 外部連結
- （日語）J.League Data Site （页面存档备份，存于）